# Johnny Russell
 Johnathon Simpson Snedden Russell (Glasgow, 8 de abril de 1990), conocido como Johnny Russell, es un futbolista británico que juega como delantero en el Real Salt Lake de la Major League Soccer.

## Trayectoria

### Inicios
Russell, quien hizo las inferiores en el Dundee United, debutó profesionalmente el 12 de mayo de 2007, en una derrota 2-0 contra el Falkirk F.C., ingresando al minuto 80. En agosto del 2008 fue cedido al Forfar Athletic, donde anotó un doblete en su debut. En enero del 2009, debutó como titular para el Dundee en la cuarta ronda de la Copa de Escocia, anotando un gol de penal. Luego retornó al Forfar Athletic como cedido hasta el final de esa temporada, extendiendo además su contrato con el Dundee United. La temporada siguiente, tras jugar algunos partidos con el United se fue cedido al Raith Rovers.

### Irrupción en el Dundee United
En abril del 2011, Russell anotó de cabeza en la victoria de su equipo ante el Rangers. El 21 de julio anotó en la victoria por la UEFA Europa League contra el Śląsk Wrocław de Polonia, a pesar de que su equipo quedó eliminado en la segunda ronda clasificatoria. Esa temporada también anotó contra el Celtic, con lo que se ganó un puesto en la alineación.
El 7 de enero de 2012, Russell anotó un hat-trick, el segundo de su carrera, en una victoria 6–2 contra elAirdrie United por la Copa Escocesa. El 19 de enero del 2013, Russell anotó su primer triplete en la SPL en una victoria por 3–2 sobre el Kilmarnock. El 2 de febrero, Russell igualó el récord de Finn Døssing del gol más rápido en la historia del Dundee United, anotando a los 14 segundos en la victoria 3–0 por la Copa de Escocia, contra el Rangers en Tannadice Park.
En mayo de 2013, se reportó el interés de clubes como el Catania y el Derby County, mientras el United se veía dispuesto a aceptar ofertas pues el contrato se le acabaría pronto, y el jugador ya había informado que no renovaría.

### Derby County
El 10 de junio se anunció que se habían acordado términos para el traspaso de Russell al Derby County, por un total de aproximadamente £750,000, firmando un contrato por 4 años. Russell inmediatamente comenzó a impresionar, anotando un doblete en el primer partido amistoso de su equipo ante el Bohemians de Irlanda.  Luego anotó en cada uno de los siguientes amistosos ante el Port Vale y el Bristol Rovers. Con esto, Russell se proyecta como una pieza importante, compitiendo por el puesto con Chris Martin, Connor Sammon y Jamie Ward.

## Selección nacional
Ha sido internacional con la selección de Escocia en 14 ocasiones. También lo ha sido en categorías inferiores.

## Estadísticas
| Club                   | Season              | League | League | Cup  | Cup   | League Cup | League Cup | Other | Other | Total | Total |
| Club                   | Season              | Apps   | Goals  | Apps | Goals | Apps       | Goals      | Apps  | Goals | Apps  | Goals |
| ---------------------- | ------------------- | ------ | ------ | ---- | ----- | ---------- | ---------- | ----- | ----- | ----- | ----- |
| Dundee United          | 2006-07             | 2      | 0      | 0    | 0     | 0          | 0          | 0     | 0     | 2     | 0     |
| Dundee United          | 2007-08             | 2      | 0      | 0    | 0     | 0          | 0          | 0     | 0     | 2     | 0     |
| Dundee United          | 2008-09             | 0      | 0      | 1    | 1     | 0          | 0          | 0     | 0     | 1     | 1     |
| Dundee United          | 2009-10             | 0      | 0      | 0    | 0     | 1          | 1          | 0     | 0     | 1     | 1     |
| Dundee United          | 2010-11             | 29     | 9      | 3    | 0     | 1          | 0          | 0     | 0     | 33    | 9     |
| Dundee United          | 2011-12             | 37     | 9      | 3    | 4     | 1          | 1          | 2     | 1     | 43    | 15    |
| Dundee United          | 2012-13             | 32     | 13     | 2    | 5     | 2          | 2          | 2     | 0     | 38    | 20    |
| Dundee United Total    | Dundee United Total | 102    | 31     | 9    | 10    | 5          | 4          | 4     | 1     | 120   | 46    |
| Forfar Athletic (loan) | 2008-09             | 9      | 4      | 0    | 0     | 0          | 0          | 0     | 0     | 9     | 4     |
| Forfar Athletic (loan) | 2008-09             | 17     | 4      | 0    | 0     | 0          | 0          | 0     | 0     | 17    | 4     |
| Raith Rovers (loan)    | 2009-10             | 23     | 4      | 5    | 1     | 0          | 0          | 0     | 0     | 28    | 5     |
| Loans Total            | Loans Total         | 49     | 12     | 5    | 1     | 0          | 0          | 0     | 0     | 54    | 13    |
| Derby County           | 2013-14             | 37     | 9      | 0    | 0     | 1          | 0          | 0     | 0     | 38    | 9     |
| Derby County Total     | Derby County Total  | 37     | 9      | 0    | 0     | 1          | 0          | 0     | 0     | 38    | 9     |
| Career Total           | Career Total        | 188    | 52     | 14   | 11    | 6          | 4          | 4     | 1     | 210   | 69    |